# Râul Valea Iazului
Râul Valea Iazului este un curs de apă, afluent al râului Barcău. 